# Zingiber spectabile
A Zingiber spectabile az egyszikűek (Liliopsida) osztályának gyömbérvirágúak (Zingiberales) rendjébe, ezen belül a gyömbérfélék (Zingiberaceae) családjába tartozó faj.

## Előfordulása
A Zingiber spectabile eredeti előfordulási területe Délkelet-Ázsia szigetein van; főleg Thaiföld és Malajzia között. Dísznövényként az egész világon termesztik.

## Megjelenése
Megfelelő körülmények között ez a növény 4,5 méteresre vagy ennél magasabbra is megnőhet. Levelei hosszúak és keskenyek; a végük kihegyesednek. A 30 centiméter magas virágzata egy hosszú szár tetején ül. A virágzat példányonként változó színű; lehet: fehér, sárga, narancssárga vagy vörös. Ahogy a virágzat fejlődik és kezd elvénülni, a színezete egyre sötétedik. A virágok kicsik és igen törékenyek; szirmaik lilásak, sárga pettyekkel.

## Felhasználása
Ezt a gyömbérfajt Délkelet-Ázsiában már régóta használják a hagyományos orvoslásban. Malajziában főleg a szemdaganatra használják, de fej- és hátfájáshoz, valamint égési sérülésekre is jó. A leveleit összetörik és a pasztát a fájdalmas testrészre teszik. Ez a növény tartósítószerként is felhasználható.
Az újabb kutatások szerint antibakteriális tulajdonságú, továbbá tartalmaz egy enzimet, amely meglehet, hogy a végbélrák gyógyításában játszhat szerepet.

## Képek

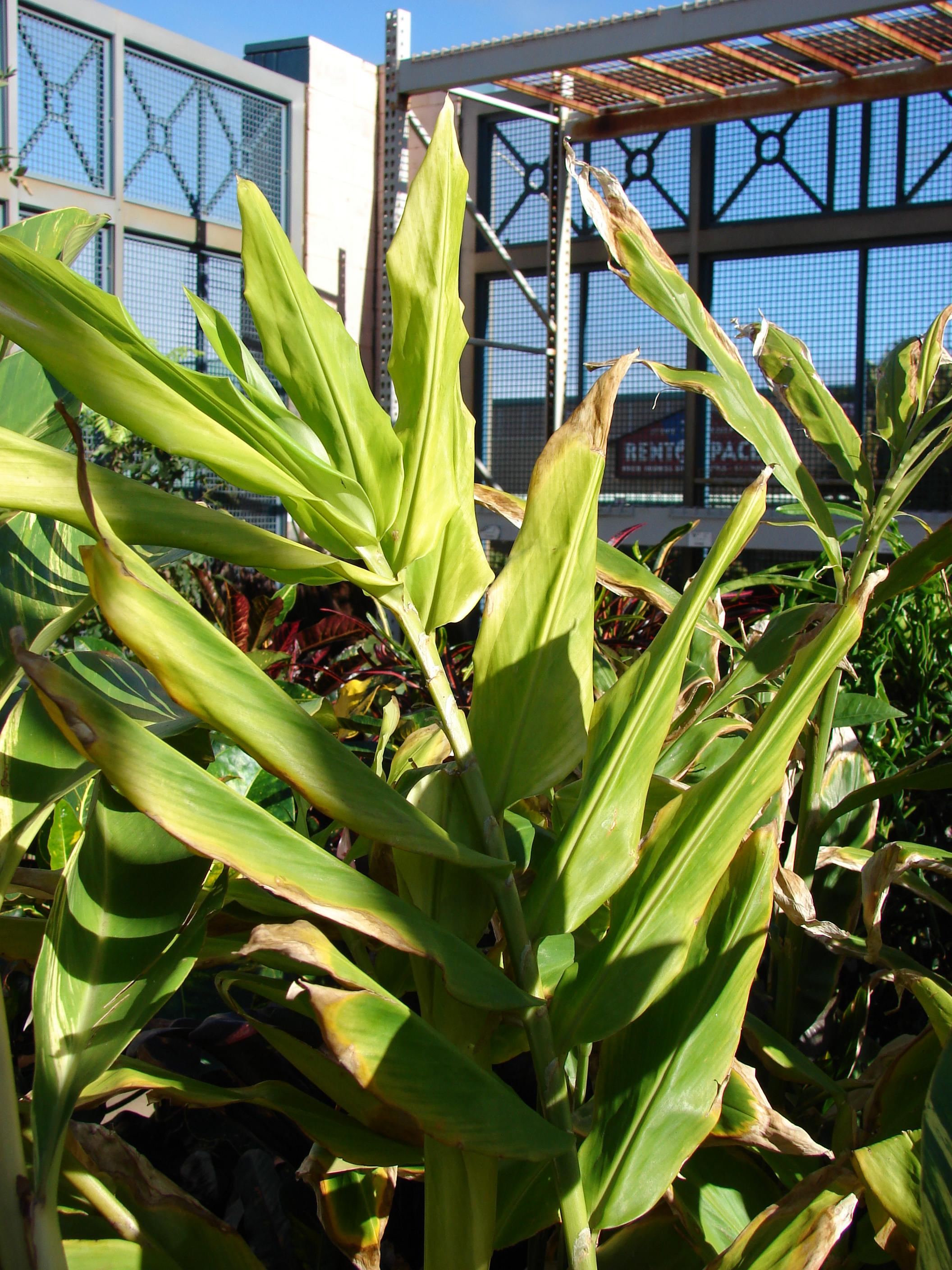
A levelei
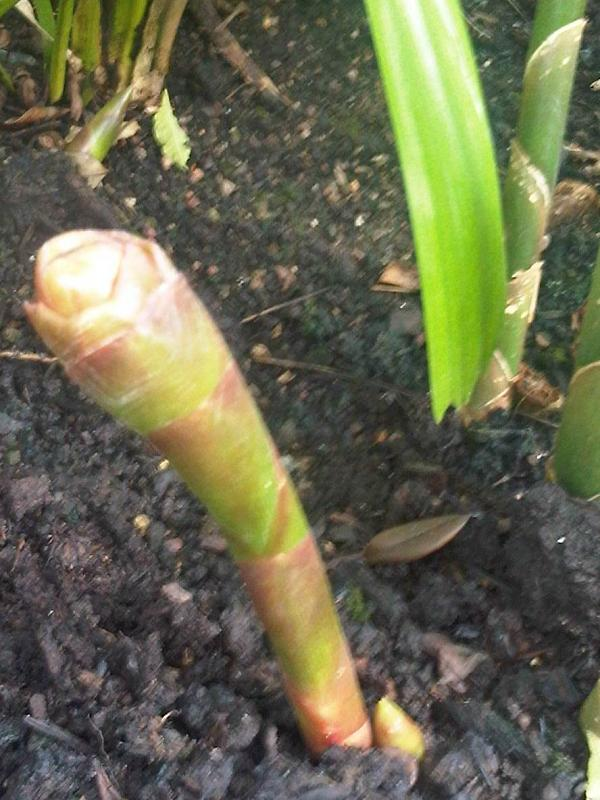
Friss hajtása
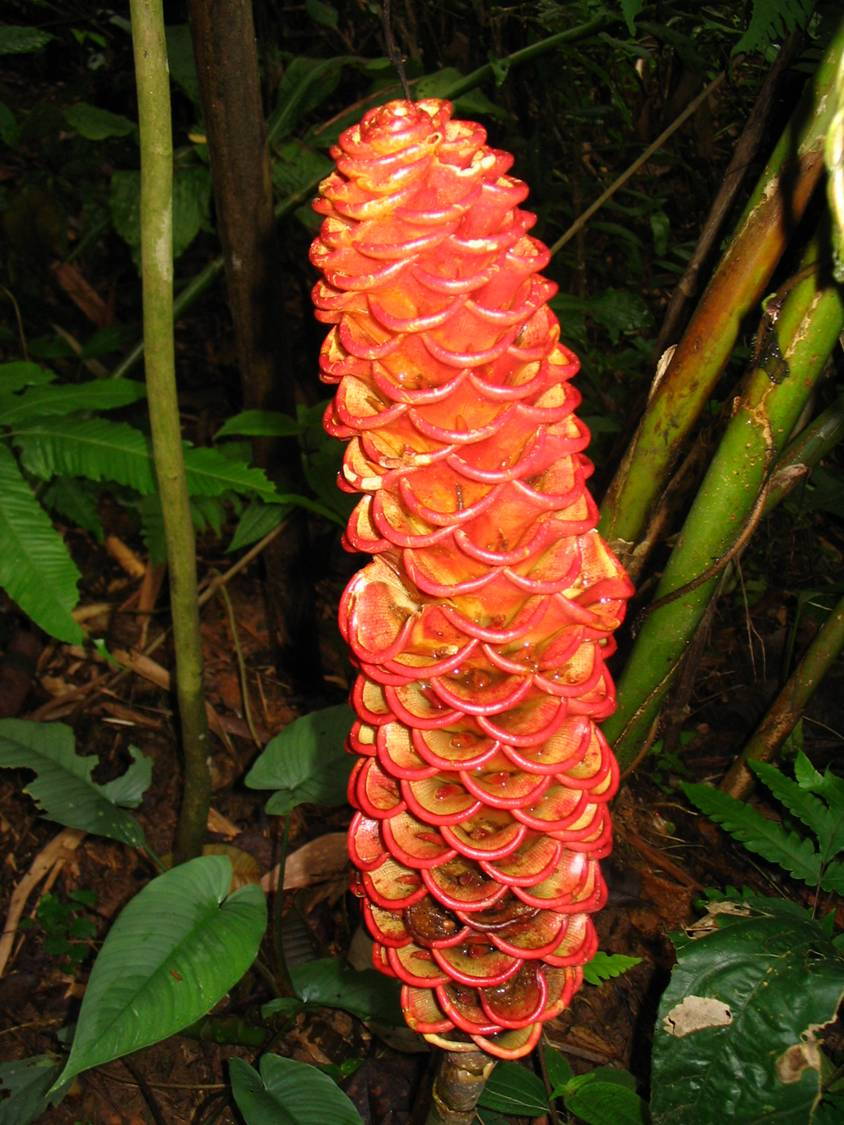
A virágzatai
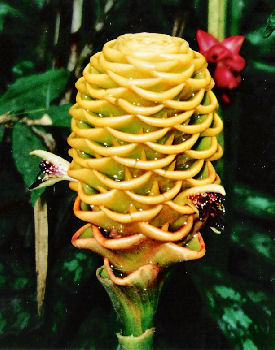
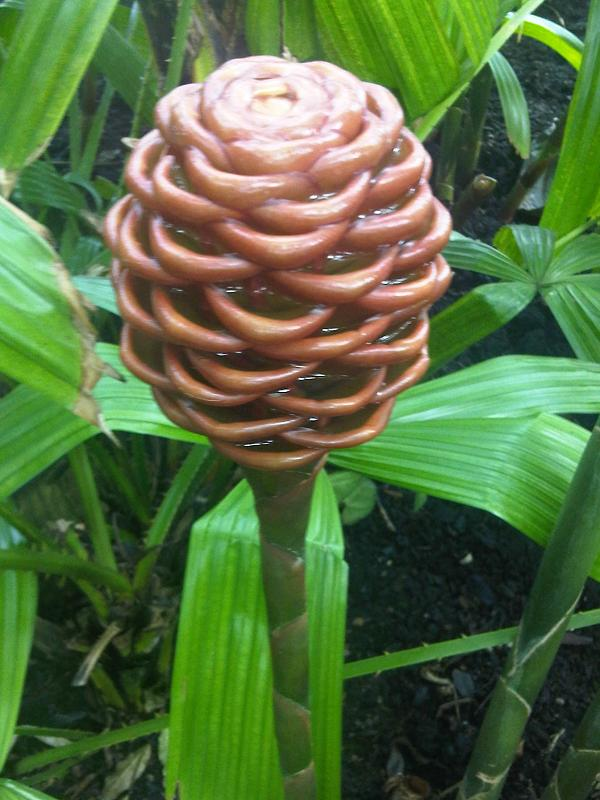
különböző
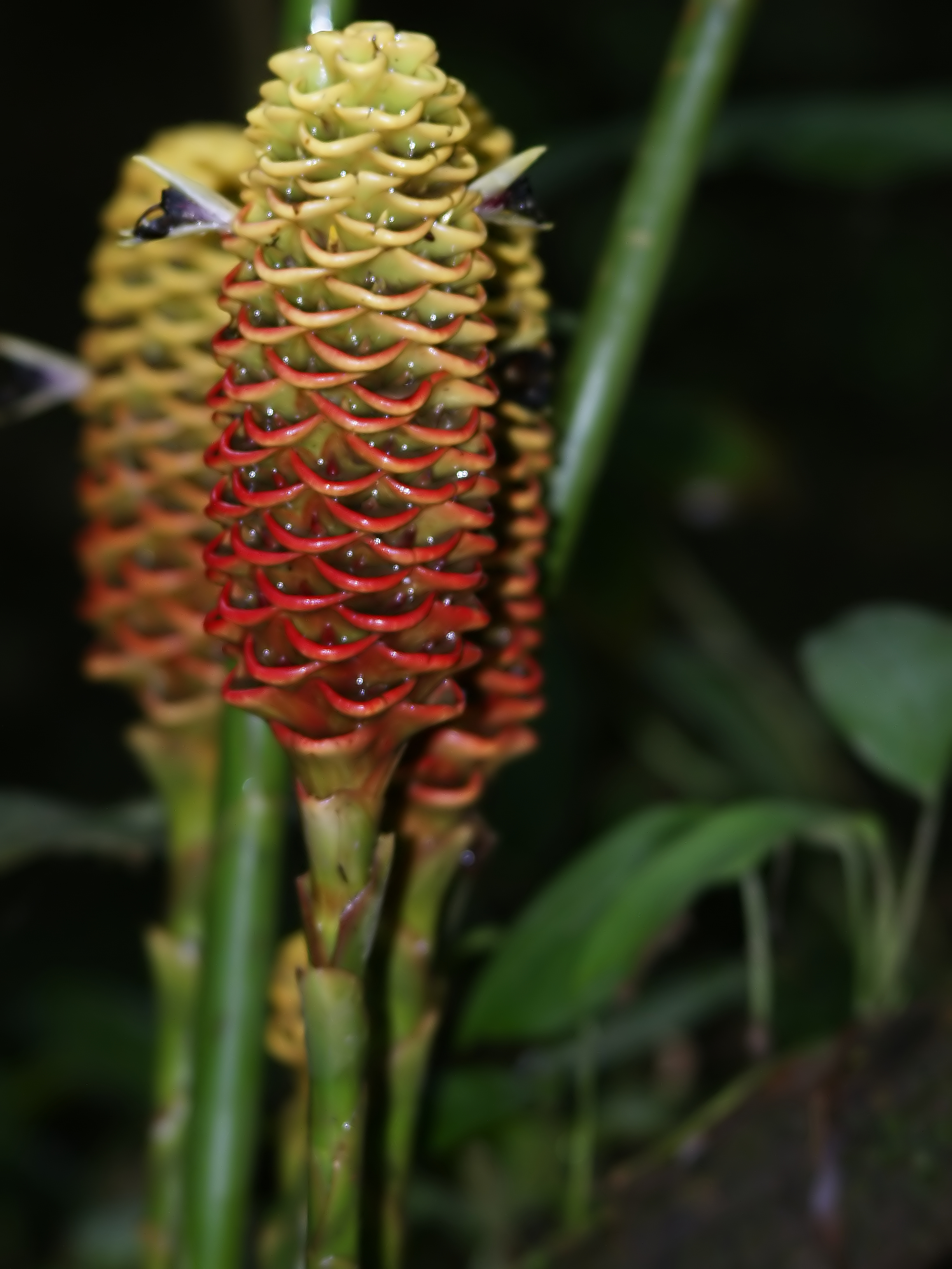
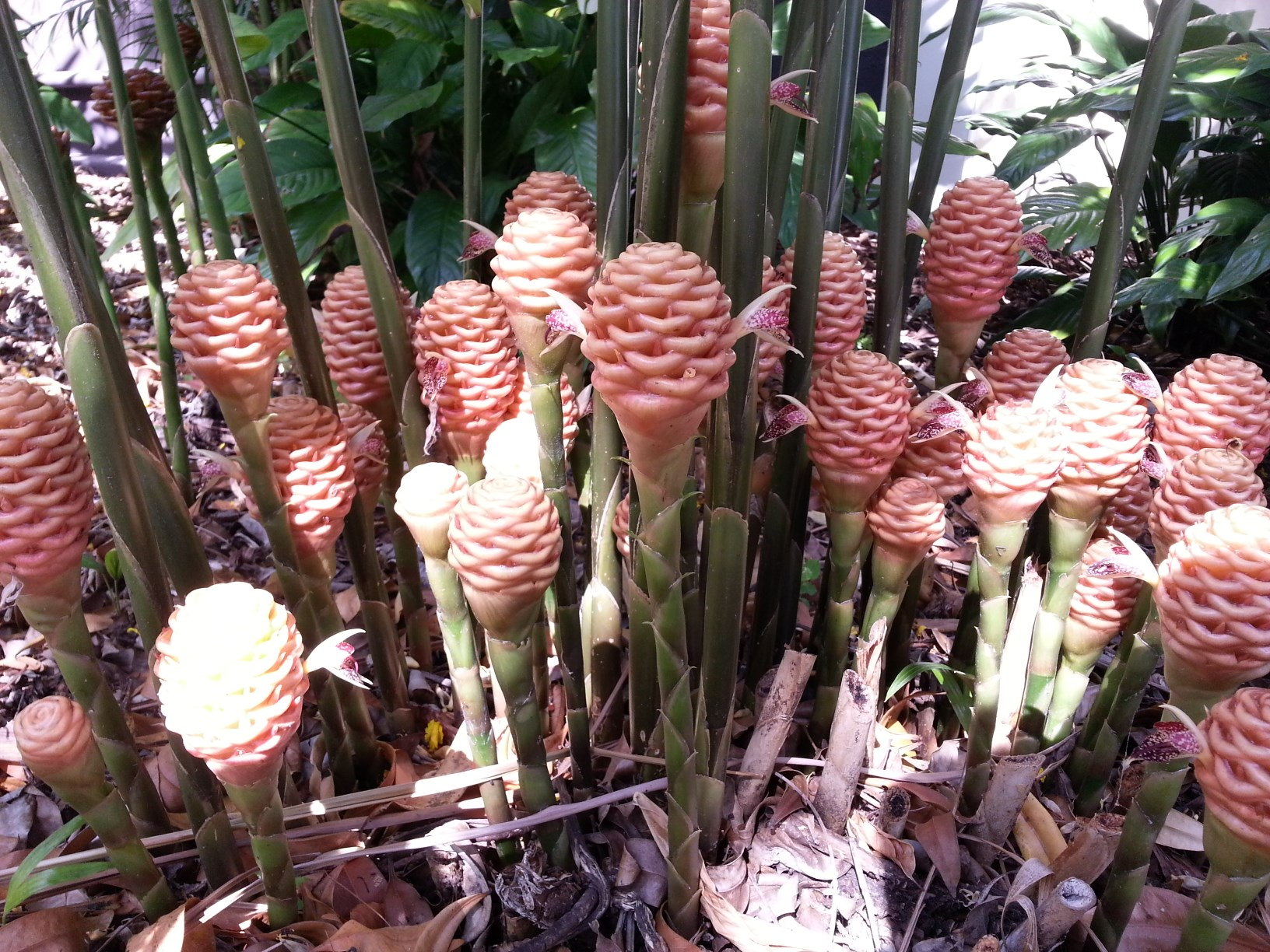
színekben
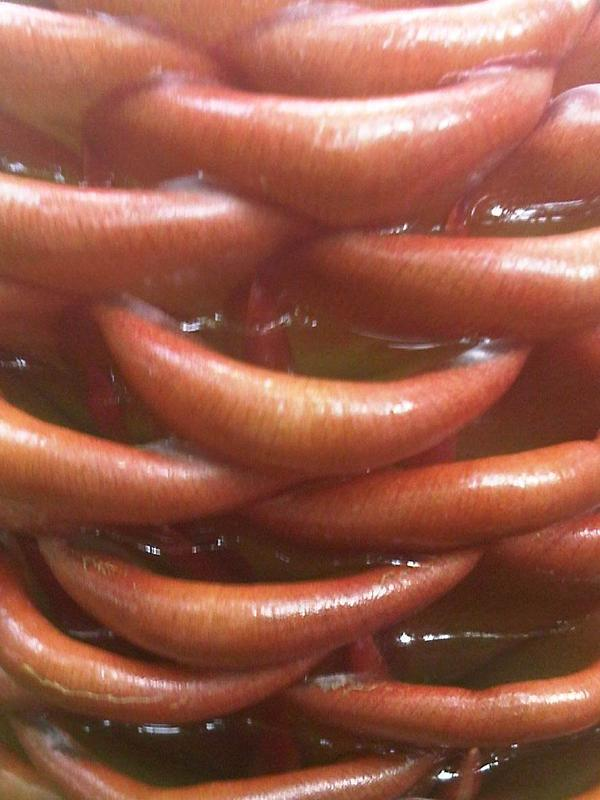
és közelről

### Fordítás
- Ez a szócikk részben vagy egészben  a   Zingiber spectabile című angol Wikipédia-szócikk ezen változatának fordításán alapul.  Az eredeti cikk szerkesztőit annak laptörténete sorolja fel. Ez a jelzés csupán a megfogalmazás eredetét és a szerzői jogokat jelzi, nem szolgál a cikkben szereplő információk forrásmegjelöléseként.